# 332 Skvadron
Il 332 Skvadron (in italiano: 332º Squadrone) è uno squadrone della Luftforsvaret, l'aeronautica militare norvegese, originariamente costituito a Catterick (Catterick) nel marzo 1942.
Erede del No. 332 Squadron RAF, squadrone britannico attivo durante la seconda guerra mondiale formato da personale norvegese, è operativo all'interno della Luftforsvaret dal 21 novembre 1945.
Inquadrato nel 132 Luftving (132° Stormo), ha sede presso la base aerea di Ørland ed è equipaggiato con i Lockheed Martin F-35A Lightning II.

## Storia

### Seconda guerra mondiale
Operativo durante la seconda guerra mondiale con la denominazione No. 332 (Norwegian) Squadron Royal Air Force, allo squadrone vengono attribuiti 82 aerei nemici distrutti, 11 probabili e 50 danneggiati.

### Dopoguerra
Il 22 maggio 1945 lo squadrone arrivò a Værnes, nella contea di Trøndelag. Il 21 settembre 1945, lo squadrone fu sciolto come unità della RAF e passò al controllo della Luftforsvaret. Pochi mesi dopo, nel gennaio 1946 fu disattivato, venendo poi reintegrato nella stessa posizione il 12 aprile 1948. Lo squadrone era ancora equipaggiato con gli Spitfire, ormai vecchi e logori, che aveva durante la guerra. I velivoli della Supermarine Aviation Works erano rimasti in deposito per due anni. 
Nell'ottobre 1949, contemporaneamente allo spostamento del 331 Skvadron da Gardermoen a Værnes, il 332 Skvadron venne spostato più a nord, nella base aerea di Bardufoss, nella contea di Troms. Nell'autunno del 1949, l'aeroporto di Bardufoss non era ancora completamente sviluppato per poter ospitare uno squadrone di caccia, ma il 332º squadrone divenne nuovamente operativo nel 1950. 
Il 1 luglio 1952 lo squadrone fu sciolto come Spitfireskvadron (squadrone Spitfire), era allora l'ultimo squadrone operativo in Norvegia equipaggiato caccia ad ala bassa britannico.
Dal febbraio 1953, il 332 Skvadron fu nuovamente istituito a Gardermoen, questa volta però equipaggiato con il Republic F-84 Thunderjet. Successivamente, nel giugno 1955, lo squadrone fu trasferito alla base aerea di Rygge. 
Nel 1957 ci fu un cambio di equipaggiamento, lo squadrone iniziò la conversione al North American F-86 Sabre. Quattro anni dopo, nel 1961, il 332ª squadrone fu riportato a Gardermoen, venendo poi nuovamente dismesso nel 1964. 
Il 332 Skvadron fu ristabilito presso la base aerea di Rygge nel 1969, questa volta schierato con il caccia da ricognizione RF-5 Freedom Fighter, venendo poi nuovamente sciolto nel 1973. 
Nel 1980, il 332ª squadrone fu ristabilito a Rygge, divenendone il primo in Norvegia ad essere istituito con l'F-16 Fighting Falcon.

### XXI° secolo
Il 14 maggio 2002, lo squadrone fu trasferito al 132 Luftving (in italiano: 132ª Stormo) presso la base aerea di Bodø. 
Il 3 settembre 2015 si svolse una cerimonia di ringraziamento presso la base aerea di Bodø che segnò la temporanea disattivazione del 332ª Squadrone. 
Il 6 novembre 2019, lo squadrone venne dichiarato prima capacità operativa (IOC) con i suoi 15 F-35A dal Sjef Luftforsvaret (in italiano: Capo dell'Aeronautica Militare). Il 6 gennaio 2022, l’F-35 prese il posto dell’F-16, che da allora venne gradualmente disattivato. Successivamente il 1º agosto 2023 l'unità venne ufficialmente riattivata presso la base aerea di Ørland, questa volta equipaggiata con i Lockheed Martin F-35 Lightning II.

## Nella cultura di massa
- Negli anni sono stati prodotti vari modellini statici, di varie scale, dedicati al 332 Skvadron. L'azienda britannica Airfix ha creato una versione in scala 1:48 (North American F-86F-40 Sabre 08110) del Sabre presente all'aeroporto di Oslo-Gardermoen.[4]

## Aeromobili utilizzati

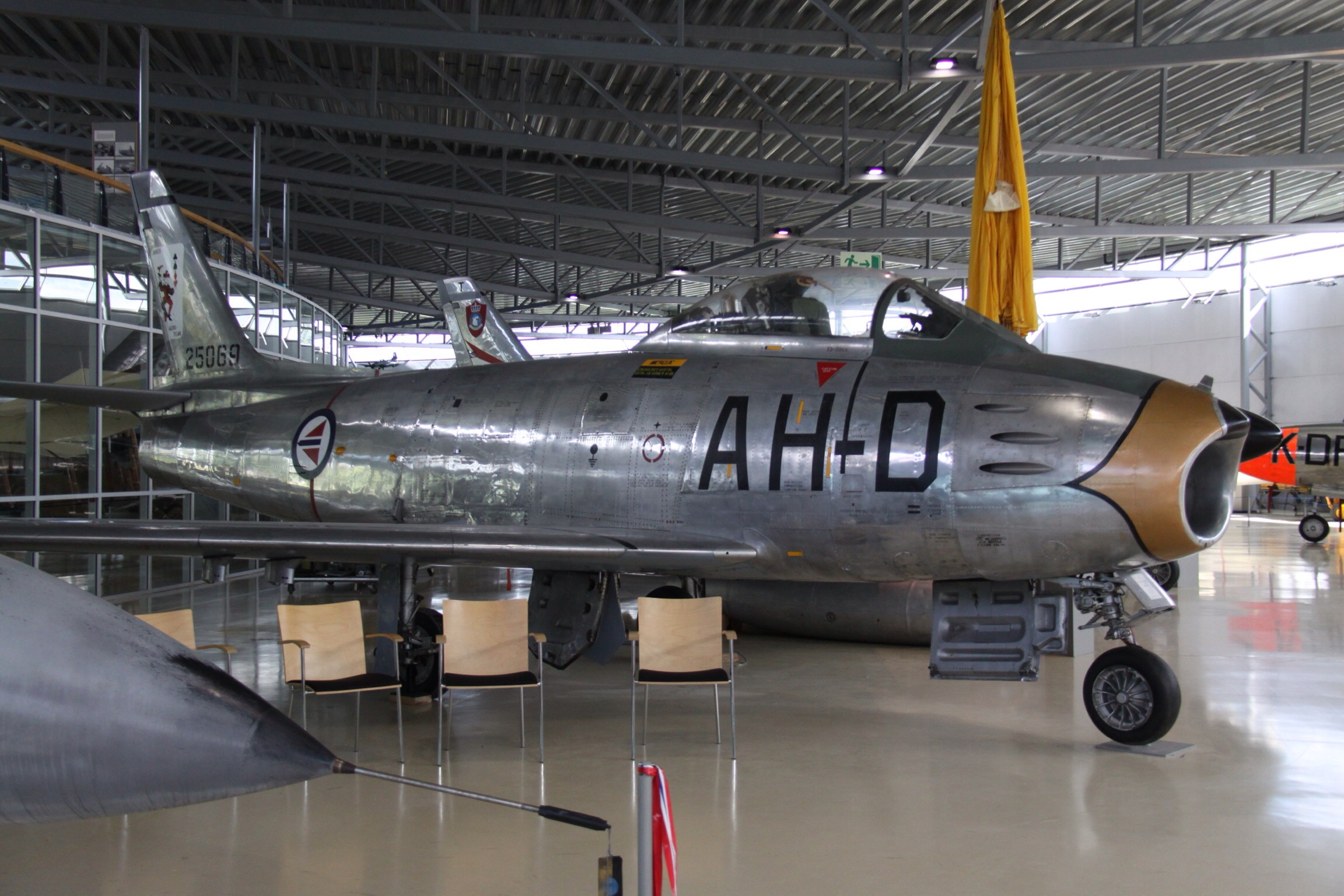
North American F-86F Sabre del 332 Skvadron esposto all'aeroporto di Oslo-Gardermoen.

- Supermarine Spitfire IXE (aprile 1945 – 1952)
- Republic F-84G Thunderjet (1953 – 1957)
- North American F-86F Sabre (1957 – 1962)
- North American F-86K Sabre (1962 – 1964)
- Northrop F-5A Freedom Fighter (1966 – 1973)
- Fokker (GD) F-16A Fighting Falcon (1980 – 2001)
- Fokker (GD) F-16AM Fighting Falcon (2001 – luglio 2016)
- Lockheed Martin F-35A Lightning II (novembre 2017 – )